# 皮拉勒乡
皮拉力乡，是中华人民共和国新疆维吾尔自治区克孜勒苏柯尔克孜自治州阿克陶县下辖的一个乡镇级行政单位。

## 行政区划
皮拉力乡下辖以下地区：
阿克土村、依克其来村、塔孜勒克村、恰尔巴格村、帕拉其村、阔苏拉村、苏鲁克村、拜什铁热克村、墩都热村、皮拉勒村、琼巴什村、英阿尔帕村、阿克提其村、霍依拉阿勒迪村、依也勒干村、阿克美其特村、乌尊拉村、喀拉苏村、托格其村和青年农场。